# Five Nations 1968
Die Ausgabe 1968 des jährlich ausgetragenen Rugby-Union-Turniers Five Nations (seit 2000 Six Nations) fand zwischen dem 13. Januar und dem 23. März statt. Turniersieger wurde Frankreich, das mit Siegen gegen alle anderen Mannschaften zum ersten Mal überhaupt den Grand Slam schaffte.

## Teilnehmer
| Land       | Stadion                        | Stadt     | Trainer   | Kapitän                                   |
| ---------- | ------------------------------ | --------- | --------- | ----------------------------------------- |
| England    | Twickenham Stadium             | London    | keiner    | Colin McFadyean / Mike Weston             |
| Frankreich | Stade Olympique Yves-du-Manoir | Colombes  | Jean Prat | Christian Carrère                         |
| Irland     | Lansdowne Road                 | Dublin    | keiner    | Tom Kiernan                               |
| Schottland | Murrayfield Stadium            | Edinburgh | keiner    | James Fisher / Jim Telfer                 |
| Wales      | Cardiff Arms Park              | Cardiff   | keiner    | Norman Gale / Gareth Edwards / John Dawes |

## Tabelle
|    | Land       | Spiele | Siege | Unent. | Ndlg. | Spiel- punkte | Diff. | Tabellen- punkte |
| -- | ---------- | ------ | ----- | ------ | ----- | ------------- | ----- | ---------------- |
| 1. | Frankreich | 4      | 4     | 0      | 0     | 52:30         | + 22  | 8                |
| 2. | Irland     | 4      | 2     | 1      | 1     | 38:37         | + 1   | 5                |
| 3. | England    | 4      | 1     | 2      | 1     | 37:40         | − 3   | 4                |
| 4. | Wales      | 4      | 1     | 1      | 2     | 31:34         | − 3   | 3                |
| 5. | Schottland | 4      | 0     | 0      | 4     | 18:35         | − 17  | 0                |

## Ergebnisse
| 13. Januar 1968 | Schottland                          | 6 : 8         | Frankreich                                          | Murrayfield Stadium, Edinburgh Zuschauer: 45.000 Schiedsrichter: Kevin Kelleher (Irland) |
| 13. Januar 1968 | Versuche: Keith Straftritte: Wilson | (3:3) Bericht | Versuche: Campaes Duprat Erhöhungen: G. Camberabero | Murrayfield Stadium, Edinburgh Zuschauer: 45.000 Schiedsrichter: Kevin Kelleher (Irland) |

| 20. Januar 1968 | England                                                            | 11 : 11       | Wales                                                        | Twickenham Stadium, London Schiedsrichter: Patrick d’Arcy (Irland) |
| 20. Januar 1968 | Versuche: McFadyean Redwood Erhöhungen: Hiller Straftritte: Hiller | (8:3) Bericht | Versuche: Edwards Wanbon Erhöhungen: Jarrett Dropgoals: John | Twickenham Stadium, London Schiedsrichter: Patrick d’Arcy (Irland) |

| 27. Januar 1968 | Frankreich                                                                                      | 16 : 6        | Irland              | Stade Olympique Yves-du-Manoir, Colombes Zuschauer: 28.148 Schiedsrichter: George Lamb (England) |
| 27. Januar 1968 | Versuche: Campaes Dauga Erhöhungen: Villepreux (2) Straftritte: Villepreux Dropgoals: Gachassin | (8:6) Bericht | Erhöhungen: McCombe | Stade Olympique Yves-du-Manoir, Colombes Zuschauer: 28.148 Schiedsrichter: George Lamb (England) |

| 3. Februar 1968 | Wales                               | 5 : 0         | Schottland | Cardiff Arms Park, Cardiff Schiedsrichter: George Lamb |
| 3. Februar 1968 | Versuche: Jones Erhöhungen: Jarrett | (5:0) Bericht |            | Cardiff Arms Park, Cardiff Schiedsrichter: George Lamb |

| 10. Februar 1968 | England                                   | 9 : 9         | Irland                   | Twickenham Stadium, London Schiedsrichter: Meirion Joseph (Wales) |
| 10. Februar 1968 | Straftritte: Hiller (2) Dropgoals: Finlan | (6:6) Bericht | Straftritte: Kiernan (3) | Twickenham Stadium, London Schiedsrichter: Meirion Joseph (Wales) |

| 24. Februar 1968 | Frankreich                                                                                                  | 14 : 9        | England                                   | Stade Olympique Yves-du-Manoir, Colombes Zuschauer: 33.456 Schiedsrichter: H. B. Laidlaw (Schottland) |
| 24. Februar 1968 | Versuche: Gachassin Erhöhungen: G. Camberabero Straftritte: G. Camberabero Dropgoals: L. Camberabero Lacaze | (3:6) Bericht | Straftritte: Hiller (2) Dropgoals: Weston | Stade Olympique Yves-du-Manoir, Colombes Zuschauer: 33.456 Schiedsrichter: H. B. Laidlaw (Schottland) |

| 24. Februar 1968 | Irland                                                                  | 14 : 6        | Schottland          | Lansdowne Road, Dublin Schiedsrichter: Meirion Joseph (Wales) |
| 24. Februar 1968 | Versuche: Bresnihan Duggan (2) Erhöhungen: Kiernan Straftritte: Kiernan | (6:0) Bericht | Straftritte: Wilson | Lansdowne Road, Dublin Schiedsrichter: Meirion Joseph (Wales) |

| 9. März 1968 | Irland                                                 | 9 : 6         | Wales                                | Lansdowne Road, Dublin Schiedsrichter: Michael Titcomb (England) |
| 9. März 1968 | Versuche: Doyle Straftritte: Kiernan Dropgoals: Gibson | (6:3) Bericht | Straftritte: Rees Dropgoals: Edwards | Lansdowne Road, Dublin Schiedsrichter: Michael Titcomb (England) |

| 16. März 1968 | Schottland                             | 6 : 8         | England                                                  | Murrayfield Stadium, Edinburgh Schiedsrichter: Patrick d’Arcy (Irland) |
| 16. März 1968 | Straftritte: Wilson Dropgoals: Connell | (6:0) Bericht | Versuche: Coulman Erhöhungen: Hiller Straftritte: Hiller | Murrayfield Stadium, Edinburgh Schiedsrichter: Patrick d’Arcy (Irland) |

| 23. März 1968 | Wales                                 | 9 : 14        | Frankreich | Cardiff Arms Park, Cardiff Zuschauer: 55.000 Schiedsrichter: H. B. Laidlaw (Schottland) |
| 23. März 1968 | Versuche: Jones Straftritte: Rees (2) | (9:3) Bericht | Versuche: L. Camberabero Carrère Erhöhungen: G. Camberabero Straftritte: G. Camberabero Dropgoals: G. Camberabero | Cardiff Arms Park, Cardiff Zuschauer: 55.000 Schiedsrichter: H. B. Laidlaw (Schottland) |